# 北三县
北三县，也称廊坊市北三县，包括三河市、大厂回族自治县以及香河县，位于中华人民共和国河北省廊坊市北部，北京、天津两大直辖市之间，并不与廊坊市主体相连，为中国境内行政级别最高、面积最大的省间飞地，同时也因房价相对较低而成为北京周边有名的睡城。

## 历史沿革
- 中华人民共和国成立前，今北三县地区已置两县，为三河县（唐始置临泃县）和香河县（辽始置香河县）。
- 1949年，置通县专区属河北省，驻通县，辖13县1镇，其中三河县和香河县县域大致为如今北三县地区。
- 1952年，三河县内设大厂回族自治区。
- 1955年，由三河县和香河县析设大厂回族自治县。
- 1958年，通县专区撤销。撤销原三河县和大厂回族自治县，并入蓟县划归唐山专区。撤销原香河县，并入宝坻县划归唐山专区，属河北省。
- 1960年4月，唐山专区撤销，其辖县划归唐山市；同月21日，蓟县和宝坻县改隶天津市，是为河北省会、中央计划单列市，属河北省；次年7月，蓟县和宝坻县划归天津专区，属河北省。
- 1962年，天津专区恢复设置三河县、香河县和大厂回族自治县。
- 1967年，天津专区改名为天津地区，三河县、香河县和大厂回族自治县属之。1969年3月，天津地区机关迁入廊坊镇，属河北省。
- 1973年，天津地区的宁河县、静海县、武清县、蓟县和宝坻县5个县划归天津市领导，自此三河、大厂和香河县域完全被北京和天津两个直辖市包围，奠定北三县地区的飞地格局。
- 1974年，天津地区更名为廊坊地区，三河县、香河县和大厂回族自治县属之。
- 1989年，廊坊地区与县级廊坊市合并，设地级廊坊市，属河北省。
- 1993年，三河县撤县设县级三河市，行政区划保持至今。

## 行政区划
这三个县市行政上隶属河北廊坊市，北三县并不是一个单独的行政区划，而是三个县级行政区的统称。

### 三河市
三河市是河北省的一个县级市，由廊坊市代管。
全市辖6个街道、10个镇、1个开发区和1个园区。
- 街道：鼎盛东街道、泃阳西街道、行宫东街道、迎宾北路街道、燕顺路街道、康城街道
- 镇：泃阳镇、李旗庄镇、杨庄镇、皇庄镇、新集镇、段甲岭镇、黄土庄镇、高楼镇、齐心庄镇、燕郊镇
- 开发区：燕郊高新技术产业开发区（国家级）
- 园区：河北三河国家农业科技园区

### 大厂回族自治县
大厂回族自治县是河北省廊坊市下辖的一个民族自治县。
全县下辖1个街道、5个镇、1个开发区：
- 街道：北辰街道
- 镇：大厂镇、夏垫镇、祁各庄镇、邵府镇、陈府镇
- 开发区：河北大厂高新技术产业开发区

### 香河县
香河县是河北省廊坊市下辖的县。
全县辖9个镇、1个开发区、1个示范区。
- 镇：淑阳镇、蒋辛屯镇、渠口镇、安头屯镇、安平镇、刘宋镇、五百户镇、钱旺镇、钳屯镇
- 开发区：河北香河经济开发区
- 示范区：香河新兴产业示范区

## 交通

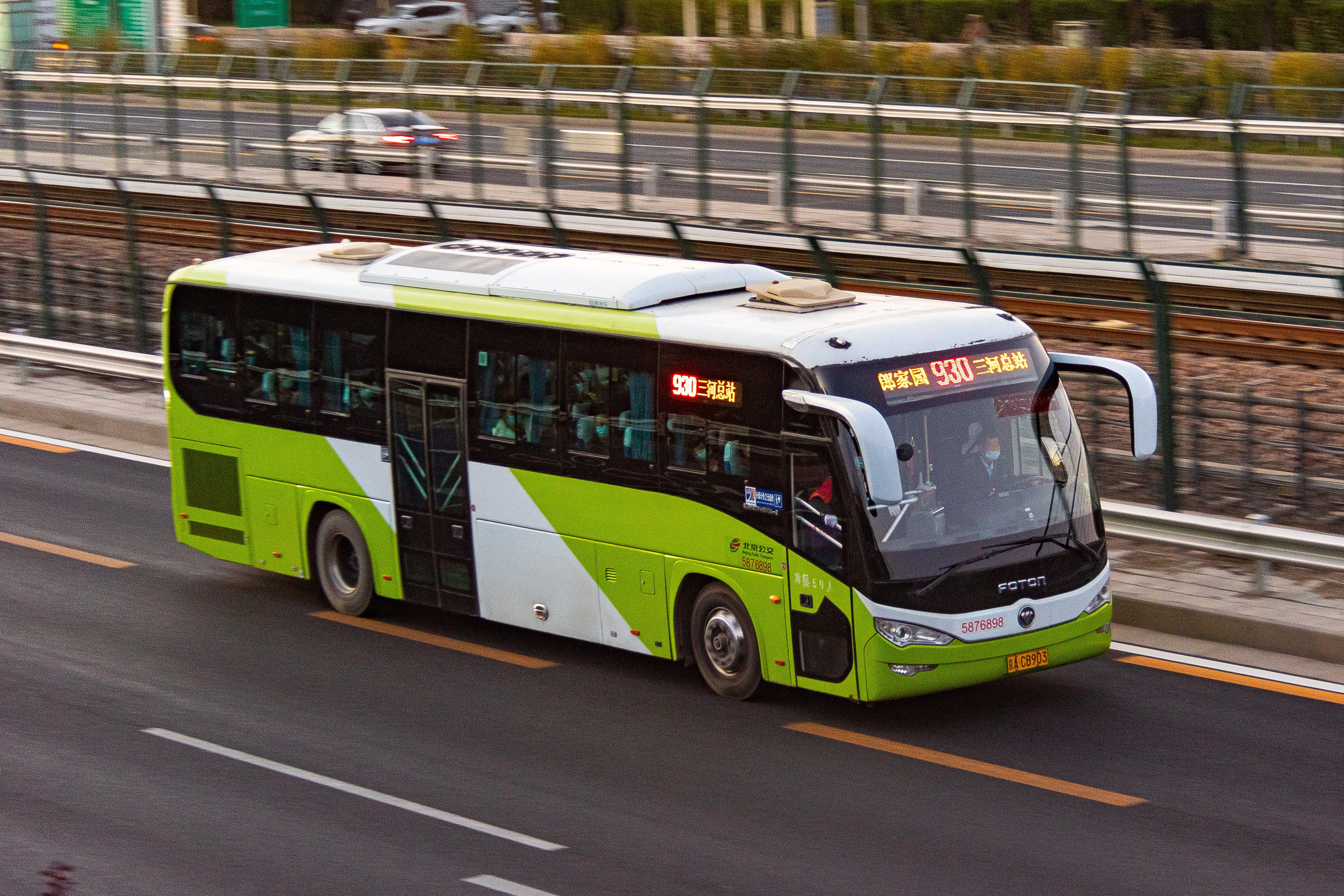
由郎家园开往三河的930路行驶在傍晚的京通快速路上

### 公路
- 京哈高速、 京秦高速、 首都环线高速、 102国道、 103国道、 204省道、 206省道、 271省道、 274省道、 361省道

### 铁路
- 京哈铁路（北京－哈尔滨）  燕郊站、大厂县站、三平站、三河县站、段甲岭站
- 京唐城际铁路（北京-唐山）  燕郊站、大厂站、香河站
- 京滨城际铁路（北京-天津）  燕郊站、大厂站、香河站
- 大秦铁路（大同-秦皇岛）  大石庄站（货运）

### 地铁
- 北京地铁平谷线（在建）燕郊镇站、神威大街站、高楼南站、齐心庄站

## 发展规划

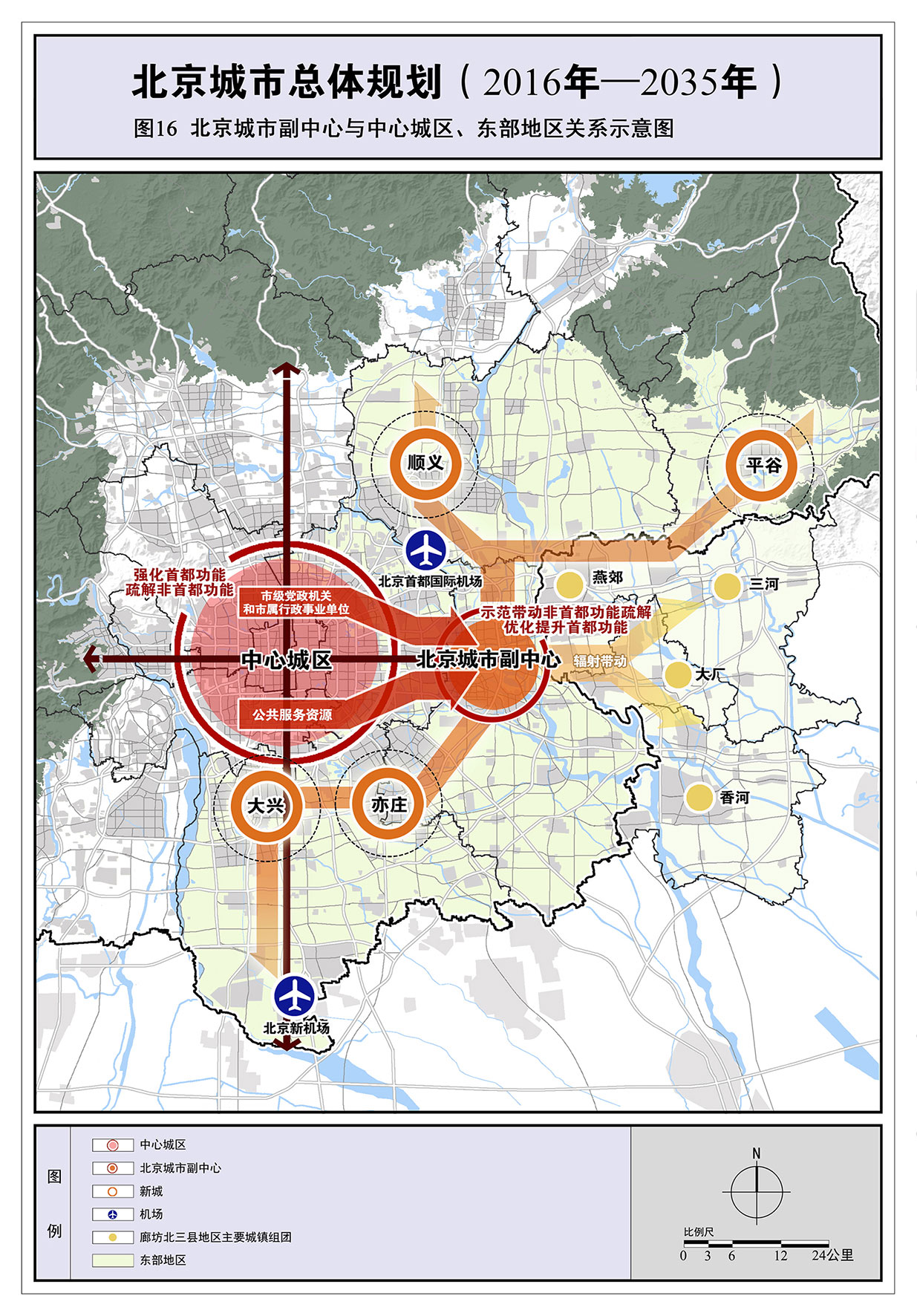
北京城市副中心与中心城区、东部地区关系示意图

北京城市副中心作为京津冀协同发展战略下北京市“一体两翼”格局中的“一翼”，与北三县建立统一管控规则，带动北三县发展。
2020年3月17日，中华人民共和国国家发展和改革委员会发布了《北京市通州区与河北省三河、大厂、香河三县市协同发展规划》。